# Museu Nacional do Crime e Castigo
Museu Nacional do Crime e Castigo (em inglês: Museum of Crime & Punishment) foi um museu dedicado à história da criminologia e penalogia nos Estados Unidos. Mais de 700 artefatos relacionados com a história do crime nos EUA foram expostos em sua área de 2600 m², localizada no bairro de Penn, em Washington. O local fechou suas portas em 30 de setembro de 2015 - uma vez que se tratava de um museu com fins lucrativos, não alcançando a meta de visitações suficientes para mantê-lo.
Fundado em 23 de maio de 2008 pelo empresário John Morgan, em parceria com o apresentador do programa America's Most Wanted, John Walsh, o museu custou 21 milhões de reais. Forçado a fechar suas portas, em 2015, o local reabriu com o nome de Alcatraz East, no estado do Tennessee, nos Estados Unidos.[carece de fontes?]
Em um espaço de 2,600 m², o local conta com exposições relacionadas à história do crime e suas consequências na cultura popular norte-americana. Além disso, também há exibições sobre crimes coloniais, piratas, forasteiros do faroeste, gangsters, assassinos em série e também acusados de fraude e corrupção.

## Galerias
O piso principal foi feito para a simulação de cenas de crime, onde os visitantes precisam investigar o problema. Desta maneira, eles são guiados pelo processo de solução de crimes através de técnicas da ciência forense, incluindo a análise de sangue, balas, digitais e reconstrução dental e facial.
 

O estabelecimento ainda conta com uma paródia de uma estação de polícia com sala de interrogação, fotos de identificação de celebridades, detector de mentiras, desenhos e armas feitos por criminosos dentro da prisão, e uma recriação da cela do famoso gângster Al Capone, em uma penitenciária de Filadélfia. Eles também oferecem recriações de guilhotinas, câmeras de gás, além de uma máquina de injeção letal autêntica, vinda de uma penitenciária no estado norte-americano de Delauare, além de uma cadeira elétrica emprestada pela Prisão Estadual do Tennessee, em Nashville, sendo responsável pela execução de 125 condenados.